# Reliance Industries
Reliance Industries Limited (RIL) là một công ty đại chúng của Ấn Độ có trụ sở tại Mumbai, Maharashtra, Ấn Độ. Công ty hoạt động trong năm phân đoạn chính: thăm dò và sản xuất (thượng nguồn), tinh chế và tiếp thị (hạ nguồn), hóa dầu, bán lẻ và viễn thông.
Công ty này cũng hiện diện trong nhiều lĩnh vực kinh doanh trên khắp Ấn Độ bao gồm hóa dầu, xây dựng, truyền thông, năng lượng, y tế, khoa học công nghệ, khai thác, bán lẻ, hàng dệt may, và hậu cần.
RIL là công ty đại chúng lớn thứ hai ở Ấn Độ xét về vốn hóa thị trường  và cũng là công ty lớn thứ hai ở Ấn Độ về doanh thu sau Tổng công ty Dầu Ấn Độ, một công ty Nhà nước. Công ty xếp thứ 99 thế giới trong danh sách của tạp chí Fortune Global 500 về các công ty, tập đoàn lớn nhất thế giới năm 2013. RIL đóng góp khoảng 14% tổng sản lượng xuất khẩu của Ấn Độ.